# Podochela sidneyi
Podochela sidneyi är en kräftdjursart som beskrevs av M. J. Rathbun 1924. Podochela sidneyi ingår i släktet Podochela och familjen Inachidae. Inga underarter finns listade i Catalogue of Life.